# 릴 트레어
릴 트레어(영어: Lil Trare, 본명: 변아성, 2005년 3월 16일 ~ )는 대한민국의 가수 겸 래퍼 및 음악 프로듀서이다.
빡센 스타일의 트랩, 붐뱁도 하지만 싱잉랩을 주로 하고있다.

## 경력
릴 트레어는 서울특별시 강남구에 작업실을 두고 활동을 이어가고 있는 대한민국의 아티스트이다. 네 살 때부터 피아노를 연주하면서 음악적 재능을 발견하게 되었고, 현재의 활동 스타일인 실용 음악은 열다섯 살 때부터 시작하였다. 유튜브를 보다가 우연히 보게 되었던 일리네어 레코즈의 공연 영상을 접하게 되면서 본격적으로 힙합이라는 장르에 관심을 갖게 되었다.
정식 데뷔 이전부터 지속적으로 사운드클라우드를 통하여 여러 작업물들을 업로드 하고 있었으며, 2023년에 첫 번째 싱글 앨범 'love you'를 발매하면서 공식 데뷔 하였다.

## 디스코그래피
싱글 앨범
- love you (24.02.08 발매)
- ice Rollie (24.03.12 발매)
- backing (24.05.10 발매)
- without u (24.07.10 발매)

피처링으로 참여한 곡
- Foolish - 질투 (Feat. Lil Trare)
- Foolish - 그때가 생각나 (Feat. Lil Trare)

EP 앨범으로는, 2023년 11월 20일 발매한 'OUTPERFORM.' 이 있다. 이 앨범은 총 5곡의 트랙으로 구성되어 있으며, 여러 스타일을 시도하려는 아티스트의 의도가 돋보인다.

## 방송 출연
2018년 SBS 《영재 발굴단》
- 154회 ’밴드스쿨 오디션‘ 편에 건반 지원자로 출연하였다. 1차 영상 심사 합격 후 2차 오디션 촬영은 목동 SBS 본사에서 이루어졌고, 오디션 결과 탈락하였다.
- [SBS 영상 보기]

30:52 ~ 32:18, 50:08 (보너스 ㅋ)

### 2022년Mnet《Show Me The Money 11》
- 참가자로서 본인의 인스타그램을 통해 지원영상을 공개하였고[4], 영상 심사에 합격하였다. 이후 1차 체육관 예선에서 The Quiett에게 심사를 받았지만 탈락하였다.

## 여담
- 처음 음악을 접했던 건 클래식이었다고 한다. 4살 때부터 피아노 학원을 다니며 음악적 재능을 발견했다고 한다.
- 인스타그램을 통해 팬들과 자주 소통을 한다. 기념일처럼 특별한 날 팬들과 이벤트도 자주 하고, 기념일이 아니더라도 꽤 자주 팬들에게 기프티콘을 뿌리거나 디엠으로 팬 된지 D+OOO일이예요! 라고 인증하면 고맙다면서 기프티콘을 뿌리는 것 같다 ㅋㅋㅋ (다들 깊티 한 번 노려보시길 난 받음 ..ㅎ)
- 위에서 언급한 것 처럼 팬들에 대한 애정이 남다른 아티스트이다.[5]
- 1남 1녀 중 장남이다. 여동생은 2008년생으로, 명문고로 알려진 한민고등학교에 재학 중이다. 군 자녀 전형이 아님에도 입학한 것을 보면 성적이 매우 우수한 것으로 보인다.[6]
- 기부를 굉장히 많이 한다. 현재까지 인스타그램 스토리에 올라왔던 기부 내역들만 합쳐봐도 700만원 이상이다.
- 작사, 작곡, 편곡 뿐만 아니라 믹싱, 마스터링과 같은 엔지니어링까지 전부 직접 작업이 가능한 올라운더이다.
- 인스타그램 스토리를 통해 드라이브 하는 모습이 자주 올라온다. 실제로 운전을 아주 좋아한다고 밝힌 적이 있다.[7]
- 2024년 09월 30일 육군으로 군 입대 후, 현재 대한민국 부산 국방부 직할 소속 부대에서 군 복무 중이며, 2026년 03월 29일 전역 예정이다.
- 영어를 굉장히 잘 한다. 요즘 일본어 공부도 하고 있는 것 같다. 만약 일본어까지 마스터 한다면 3개국어가 가능한 사람이 된다.
- 술을 굉장히 잘 마신다. 인스타그램 스토리를 통해 친구들과의 술자리를 공유했었는데, 혼자 병나발을 부는 모습을 보여주었다.
- 미공개곡이 1000곡 이상 있다고 한다.[8]
- 개인 작업실 위치는 서울특별시 강남구이다.[9]